# Sebastian Langeveld
Sebastian Langeveld (født 17. januar 1985) er en hollandsk tidligere professionel cykelrytter, der senest kørte for EF Education-EasyPost.
Han spillede som ung fodbold i klubben FC Lisse, men fik øjnene op for cykling og cyclocross efter hans far introdocerede ham for udholdenhedssporterne.